# Vodnyj
Vodnyj (in lingua russa Водный) è un insediamento di tipo urbano di 4 551 abitanti situato in Russia, nella Repubblica dei Komi. Fa parte del circondario urbano della città di Uchta.